# BeRider

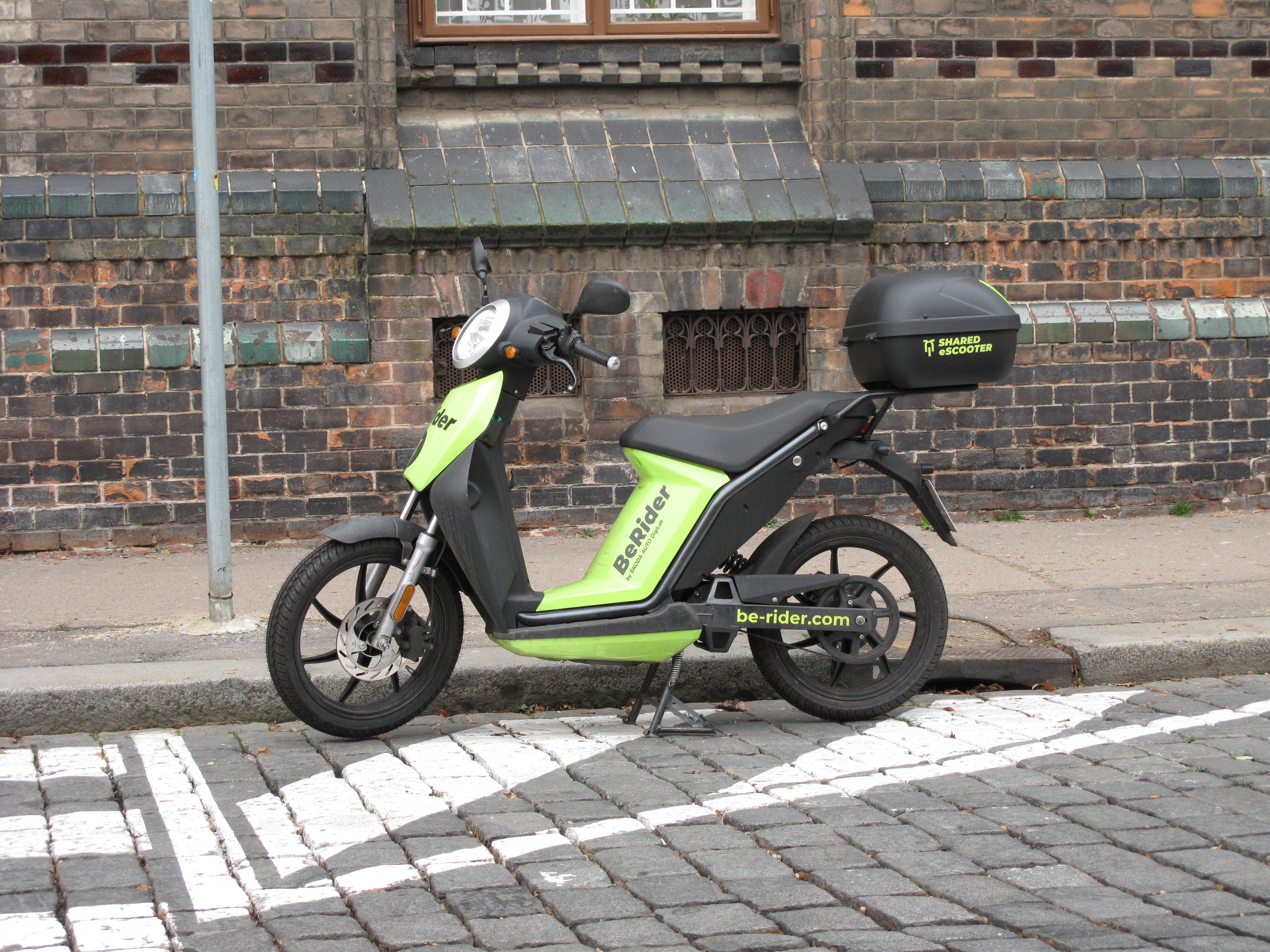
BeRider, Apolinářská ulice

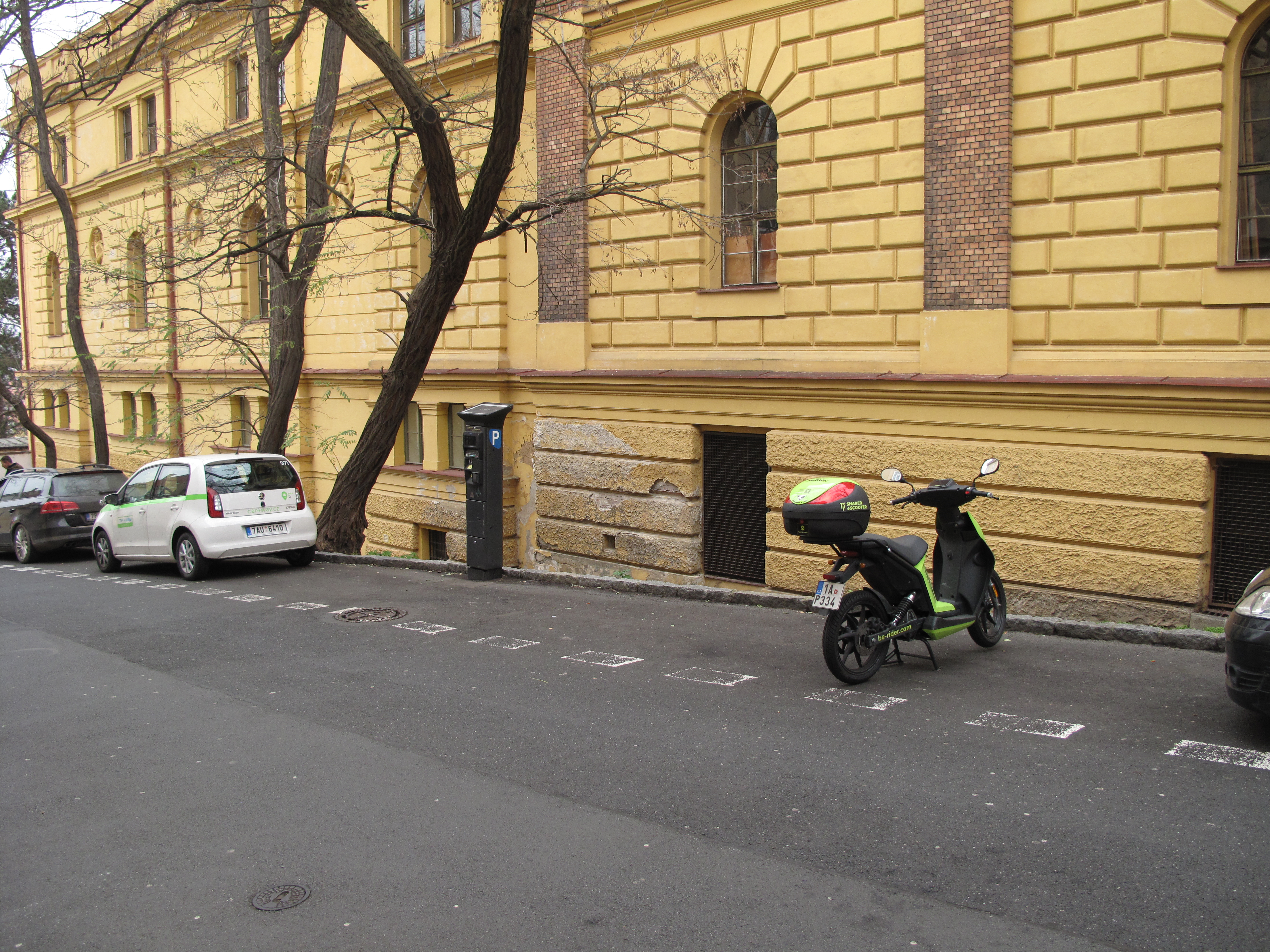
BeRider, Apolinářská ulice

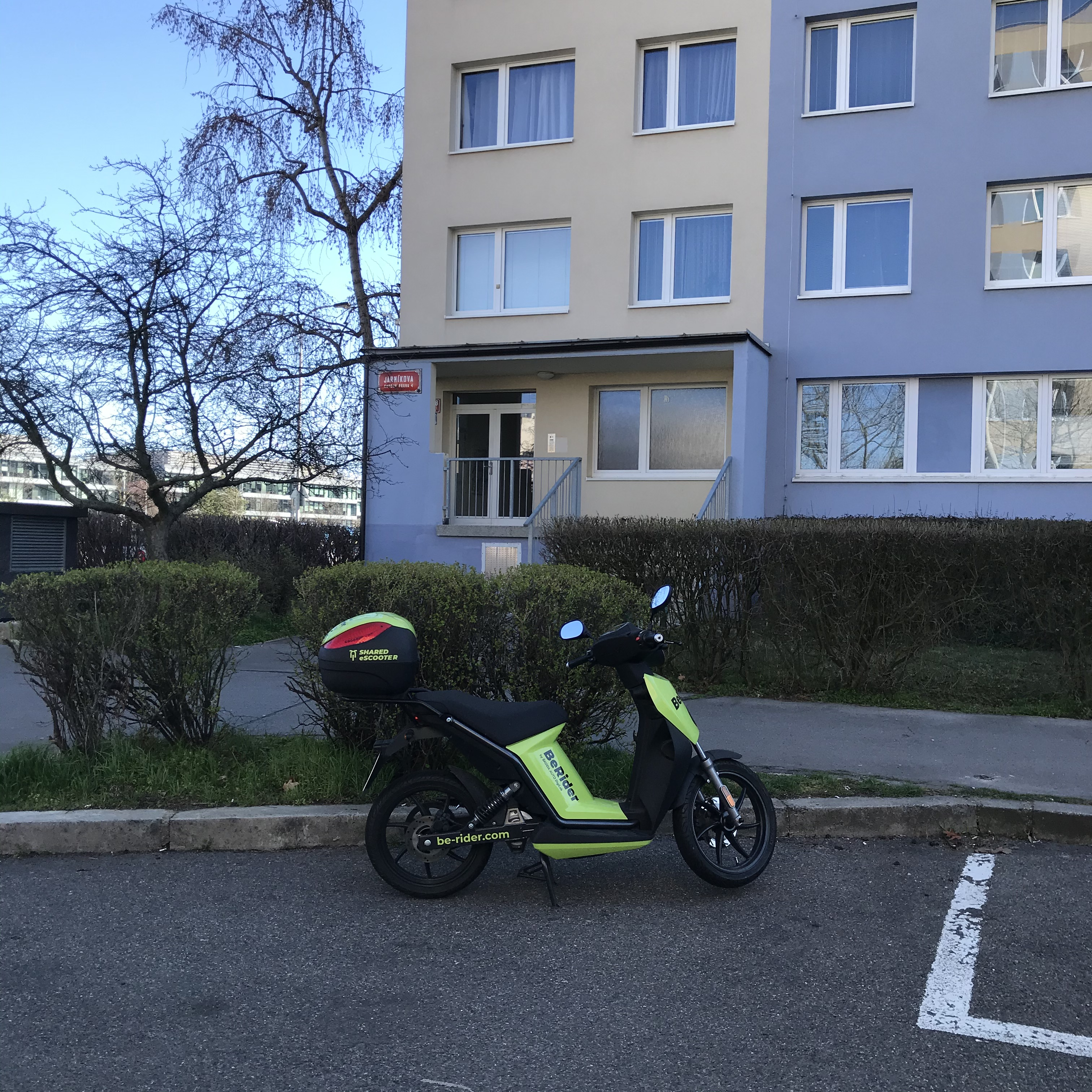
BeRider Chodov

BeRider je provozovatelem[zdroj?] služby sdílených elektrických skútrů na území hlavního města Prahy. Služba byla oficiálně spuštěna dne 3. 9. 2019. Za projektem stojí inovační centrum Škoda Auto DigiLab. Služba je určená pro uživatele od 18 let, kteří vlastní řidičské oprávnění skupiny A1, A2, A nebo B. Vypůjčení skútru je zároveň podmíněno registrací prostřednictvím aplikace BeRider, která je dostupná pro Android i iOS.
Skútry BeRider jsou rozmístěny po městě v rámci zóny a uživatelé si je mohou zarezervovat, odemknout a vypůjčit skrze mobilní aplikaci.
V květnu 2023 firma oznámila postupné ukončení činnosti.

## Historie
Služba BeRider byla oficiálně spuštěna dne 3.9.2019. Vzniku projektu předcházela analýza k identifikaci toho, jak by měl v Praze správně fungovat skútr sharing. Výsledkem by měla být právě služba BeRider.
Dlouhodobým úkolem Škoda Auto DigiLab je hledat ekologická řešení v oblasti mikromobility a projekt BeRider tak přispívá k transformaci Škoda Auto ve společnost přinášející chytrá řešení mobility podle motta Simply Clever.
Provoz služby v roce 2019 byl ukončen k 16. prosince, čímž také skončila pilotní fáze projektu. Za 3 měsíce provozu 150 skútrů bylo uskutečněno více než 23 000 rezervací. Na základě těchto výsledků představenstvo Škoda Auto rozhodlo, že projekt bude pokračovat i v dalších letech.
Sezóna v roce 2020 odstartovala dne 1. března. V tu dobu v České republice začala pandemie covidu-19. BeRider se v dubnu 2020 zapojil do iniciativy #SkodaAutoPomaha a na více než měsíc a půl poskytl své elektroskútry zdravotníkům zcela zdarma. Této nabídky využilo více než 300 doktorů, sestřiček a dalšího zdravotnického personálu. Poslední týden měsíce dubna měli také všichni ostatní uživatelé možnost využívat služby BeRider bez zpoplatnění.
V červnu 2020 BeRider představil novou aplikaci, která měla zjednodušit využívání služby. Tentýž měsíc pak BeRider uspořádal svou první skútr školu pod vedením profesionálního instruktora, jejímž cílem bylo připravit uživatele na bezpečnou jízdu v městském provozu.
V červenci 2020 BeRider spustil e-shop, ve kterém nabízí helmy a rukavice na skútr, vouchery na výhodné balíčky předplacených minut, poukazy na skútr školu a také roušky s logem BeRider.
V srpnu 2020 BeRider spustil novou službu – půjčovnu horských kol, kde nabízí klasická a elektrická kola pro děti i dospělé včetně doplňků.
V roce 2017 existovalo na celém světě 350 tisíc uživatelů sdílených skútrů a do roku 2019 se tento počet zvýšil na 5 milionů. Tato zvyšující se poptávka se projevila i na českém trhu a BeRider proto v srpnu 2020 rozšířil svoji flotilu. Díky zvyšující se popularitě byl provoz služby zachován v omezeném režimu i přes zimní měsíce.

## Fungování služby
Využívání elektroskútrů BeRider je podmíněno plnoletostí, vlastnictvím řidičského oprávnění skupiny A1, A2, A nebo B a vlastnictvím chytrého telefonu, do kterého si uživatel zdarma stáhne aplikaci BeRider z Google Play či App Store. V aplikaci si uživatel založí nový účet a při procesu registrace zadá své kontaktní údaje, nahraje fotky občanského a řidičského průkazu a vyplní údaje o platební kartě. Následuje proces ověření zadaných informací, který může trvat až 24 hodin. Po schválení účtu uživatel získává 15 volných minut a může začít jezdit.
Po spuštění aplikace se uživateli zobrazí mapa s polohami jednotlivých skútrů. Uživatel má možnost vybraný skútr zarezervovat na 15 minut zdarma. Jakmile se uživatel dostaví ke skútru, pomocí aplikace jej odemkne. V kufru jsou vždy připraveny 2 helmy ve velikostech M a L. Po nasazení helmy, nastavení zrcátek a sundání skútru ze stojánku uživatel skútr aktivuje přepnutím červeného tlačítka do polohy ON a stisknutím pravé brzdy. 
Jízdu je možné ukončit pouze v tzv. BeRider zóně, která je v uživatelské aplikaci vyznačena šedivou barvou. Pokud chce uživatel zastavit mimo zónu, má možnost jízdu přepnout do pauzy, ukončení jízdy je však možné vždy pouze v BeRider zóně. Po sesednutí ze skútru uživatel vrátí helmu do kufru, postaví skútr na stojan a v aplikaci jízdu ukončí.

## Technické parametry
Technické parametry:
| Značka               | Torrot                                                   |
| Model                | Muvi                                                     |
| Motor                | Elektrický                                               |
| Výkon                | 3 kW                                                     |
| Maximální rychlost   | 66 km/h                                                  |
| Dojezd               | 70 km                                                    |
| Hmotnost i s baterií | 93 kg                                                    |
| Maximální náklad     | 150 kg                                                   |
| Počet míst           | 2                                                        |
| Helmy                | 2 (velikosti M a L)                                      |
| Kola                 | 16”                                                      |
| Brzdy                | Kombinovaný brzdící systém, tzn. brzdí obě kola najednou |